# Lista siturilor arheologice din județul Bacău - O
Lista siturilor arheologice din județul Bacău - O conține toate siturile arheologice din județul Bacău înscrise în Repertoriul Arheologic Național (RAN) și aflate în localități al căror nume începe cu litera O. RAN este administrat de Ministerul Culturii și Patrimoniului Național și cuprinde date științifice, cartografice, topografice, imagini și planuri, precum și orice alte informații privitoare la zonele cu potențial arheologic, studiate sau nu, încă existente sau dispărute.
Puteți căuta un sit din localitățile care încep cu litera O folosind formularul de mai jos sau puteți naviga prin toate siturile din județ la Lista siturilor arheologice din județul Bacău.
| Cod RAN                                  | Denumire | Localitate                     | Adresă         | Datare                | Descoperit | Coordonate | Imagine           | Erori            |
| ---------------------------------------- | --- | ------------------------------ | -------------- | --------------------- | ---------- | ---------- | ----------------- | ---------------- |
| 23877.01.01 (Cod LMI: BC-I-s-B-00733)    | Așezarea medievală timpurie de la Oncești - "Poarta Țarinei" / ansamblu anonim (Categorie: locuire civilă) (Tip: Așezare)            | sat Oncești, comuna Oncești    | Poarta Țarinei | sec. VIII-IX          |            |            | Încărcați imagine | Raportați eroare |
| 23877.03.01 (Cod LMI: BC-I-s-B-00734)    | Necropola carpică de la Oncești - "Valea Iepei" / ansamblu anonim (Categorie: descoperire funerară) (Tip: Necropolă)                 | sat Oncești, comuna Oncești    | Valea Iepei    | carpică sec. II - III |            |            | Încărcați imagine | Raportați eroare |
| 22656.01.01 (Cod LMI: BC-I-m-B-00735.03) | Situl arheologic de la Onișcani / ansamblu anonim (Categorie: locuire civilă) (Tip: Așezare)                                         | sat Onișcani, comuna Filipești |                |                       |            |            | Încărcați imagine | Raportați eroare |
| 22656.01.02 (Cod LMI: BC-I-m-B-00735.02) | Situl arheologic de la Onișcani / ansamblu anonim (Categorie: locuire civilă) (Tip: Așezare)                                         | sat Onișcani, comuna Filipești |                | geto-dacică           |            |            | Încărcați imagine | Raportați eroare |
| 22656.01.03 (Cod LMI: BC-I-m-B-00735.01) | Situl arheologic de la Onișcani / ansamblu anonim (Categorie: locuire civilă) (Tip: Așezare)                                         | sat Onișcani, comuna Filipești |                | sec. VIII - IX        |            |            | Încărcați imagine | Raportați eroare |
| 23877.02.01                              | Necropola carpică de la Oncești - "Canton" / ansamblu anonim (Categorie: descoperire funerară) (Tip: Necropolă plană de incinerație) | sat Oncești, comuna Oncești    | Canton         | carpică sec. II - III |            |            | Încărcați imagine | Raportați eroare |
| 20572.01 (Cod LMI: BC-IV-m-B-00938)      | Cruce de pomenire din piatră la Onești (Categorie: structură de cult/religioasă) (Tip: cruce)                                        | municipiul Onești              |                | 1777                  |            |            | Încărcați imagine | Raportați eroare |